# حولی
شهر حولی (به عربی: حولی) در استان حولی در کشور کویت واقع شده‌است. جمعیت این شهر ۱۰۶٫۹۹۲ نفر است.